# Jaundhar-Bamak-Gletscher
Der Jaundhar-Bamak-Gletscher (oder Jaundhar Bamak) befindet sich im Distrikt Uttarkashi im indischen Bundesstaat Uttarakhand.
Der 19 km lange Gletscher strömt in überwiegend südwestlicher Richtung durch den westlichen Garhwal-Himalaya. Der Gletscher befindet sich im Einzugsgebiet der Yamuna. Der Jaundhar-Bamak-Gletscher speist den Supin, den linken Quellfluss des Tons. Der Gletscher wird von bis zu 5800 m hohen Gipfeln eingerahmt. Der Swargarohini (6252 m) erhebt sich südlich des Gletschers. Unterhalb des Gletschers liegt das Har-Ki-Doon-Tal.